# Верю. Константин Станиславский
«Верю. Константин Станиславский» — специальный приз ММКФ «за покорение вершин актёрского мастерства и верность принципам школы К. С. Станиславского». Вручается с 2001 года.

## История создания
В России с 1994 года существует премия Станиславского, вручаемая на Международном театральном фестивале Международным фондом К. С. Станиславского. Согласно сообщению дирекции XXIII ММКФ, «в целях сохранения лучших традиций российского национального киноискусства, а также укрепления его международного авторитета», президенты ММКФ Никита Михалков и МТФ Марк Захаров заключили соглашение о вручении приза «Верю. Константин Станиславский» в рамках Московского кинофестиваля.
Приз представляет собой диплом с инкрустацией, созданный по эскизам художников компании «Парагон». В его оформлении использованы шагреневая и мароккеновая кожи. Эту награду собираются вручать ежегодно, но оформление каждого диплома будет уникальным.
В официальном названии приза оригинально интерпретирована знаменитая фраза основателя Художественного театра — Станиславского: «Не верю!».
По данным журнала «Профиль», ходили анекдотичные слухи, что Джек Николсон, первый лауреат премии, поставил Михалкову условие: он приедет в Москву только в том случае, если ему вручат премию имени Станиславского.

## Лауреаты
| Год вручения | Лауреат                   | Вручал(-а)                                         |
| ------------ | ------------------------- | -------------------------------------------------- |
| 2001         | Джек Николсон             | Валентина Матвиенко (планировался Владимир Путин)  |
| 2002         | Харви Кейтель             | Никита Михалков                                    |
| 2003         | Фанни Ардан               | Михаил Швыдкой                                     |
| 2004         | Мерил Стрип               | Александер Прайор, праправнук К. С. Станиславского |
| 2005         | Жанна Моро                |                                                    |
| 2006         | Жерар Депардьё            | Олег Табаков                                       |
| 2007         | Даниэль Ольбрыхский       | Клод Лелуш                                         |
| 2008         | Изабель Юппер             |                                                    |
| 2009         | Олег Янковский, посмертно | Павел Лунгин, вручён Филиппу Янковскому            |
| 2010         | Эммануэль Беар            | Александр Авдеев                                   |
| 2011         | Хелен Миррен              | Константин Эрнст                                   |
| 2012         | Катрин Денёв              | Владимир Мединский                                 |
| 2013         | Ксения Раппопорт          |                                                    |
| 2014         | Инна Чурикова             |                                                    |
| 2015         | Жаклин Биссет             |                                                    |
| 2016         | Марина Неёлова            |                                                    |
| 2017         | Микеле Плачидо            | Никита Михалков                                    |
| 2018         | Настасья Кински           |                                                    |
| 2019         | Рэйф Файнс                |                                                    |
| 2020         | Светлана Крючкова         | Тимур Бекмамбетов                                  |
| 2021         | Сергей Никоненко          |                                                    |
| 2022         | Константин Хабенский      | Евгений Миронов                                    |
| 2023         | Ирина Купченко            | Никита Михалков                                    |
| 2024         | Евгений Миронов           | Никита Михалков                                    |
| 2025         | Владимир Машков           | Никита Михалков                                    |